# Чернышёв, Борис Степанович
Бори́с Степа́нович Чернышёв (11 (23(4?)) апр. 1896, Москва — 4 сентября 1944, там же) — советский историк философии, специалист по античной философии и немецкому классическому идеализму конца XIX — начала XX веков, доктор философских наук (с 1942(3?)), профессор (с 1938). Заведующий кафедрами истории философии МИФЛИ и МГУ (1940—1944), декан философского факультета МГУ (1943).

## Биография
Окончил историко-филологический факультет Московского университета (1920).
В 1928 году окончил аспирантуру исследовательского Института научной философии РАНИОН, где учился с 1924 года. В качестве диссертации защитил свою работу «Софисты», вышедшую на следующий год отдельным изданием (М., 1929).
С 1919 года вёл научно-исследовательскую и педагогическую работу в ряде вузов. С 1934 года преподавал в Моск. гос. ин-те истории философии и лит-ры (МИФЛИ), с 1938 года профессор, с 1940 года зав. кафедрой истории философии; с 1941 года — филос. ф-та МГУ (с объединением МИФЛИ с МГУ), с 1943 года — кафедра истории западной философии. Старший научный сотрудник Института философии АН СССР.
Кандидат философских наук (1937, без защиты диссертации). 3 июля 1942 года защитил свою работу о софистах в качестве докторской диссертации.
Член ВКП(б) с 1940 года. Учитель Э. В. Ильенкова.
Умер от инфаркта. Похоронен на Введенском кладбище.
Главные направления научных исследований — история античной философии, немецкого идеализма и новейшая итальянская философия.
Один из основных авторов труда «История философии» (т. 1—3, М., 1940-43). Ему принадлежат переводы с древнегреческого, латинского и немецкого языков.
Супруга — Анна Георгиевна Чернышёва (1903—1993). Сын — Владимир Борисович Чернышёв (1936—2014), учёный-энтомолог.

## Сочинения
- Социологические мотивы в эстетике Гегеля // Искусство. 1927 ( Т.3) Кн.4;
- Софисты. М., 1929;
- О логике Гегеля. М., 1941;
- Бенедетто Кроче и диалектика // В.Ф. 1958, №8;
- Лекции о философии Канта ( фрагменты ) // Вопросы теоретического наследия Иммануила Канта. Вып. 5. Калининград, 1980[3].